# Guillermo Coppola
Guillermo Esteban Coppola (Buenos Aires, 12 de octubre de 1948) es un empresario argentino que se hizo conocido principalmente por ser el representante y mejor amigo de Diego Maradona durante 18 años (1985-2003).

## Biografía
Nació en el barrio de Constitución en la ciudad de Buenos Aires el 12 de octubre de 1948. Su padre era camionero y su madre cosmetóloga amateur. Su infancia y adolescencia lo vieron trabajar como vendedor de naranjas y mandarinas en un carro y, posteriormente, como "pibe de los mandados" en una farmacia. Mientras tanto concurría al colegio Juan de Garay, en La Boca. A los 15 años entró como cadete al entonces Banco Italiano. A los 20, se pasó al Banco Federal Argentino. Se recibió de Licenciado en Administración de Empresas en la UCA gracias a una beca otorgada por sus jefes, y llegó a ser Gerente Departamental de la misma institución que apadrinó sus estudios universitarios. Trabajó como agente de más de doscientos jugadores de fútbol. A mediados de los 80 se decidió por abandonar definitivamente su trabajo de Gerente de banco para dedicarse de lleno a la representación de futbolistas. Entre sus 183 clientes destacaban Vicente Pernía, Nery Pumpido, Alberto Tarantini, Reinaldo Merlo, Mario Kempes, Hugo Gatti, Oscar Ruggeri y  Diego Maradona.

## Vida personal
Estuvo casado con Isabel Ferri, con quien tuvo a su primera hija, Natalia. Luego estuvo en pareja con Amalia "Yuyito" González, con quien tuvo a su segunda hija, Bárbara. Después se casó con Sonia Brucki. Tiene una hija llamada Camila a quien reconoció luego de un análisis de ADN. Hoy en día está casado con Corina Juárez, después de 9 años de relación, y tiene otra hija, llamada Elisabetta. Entre sus exparejas se encuentran la actriz María Fernanda Callejón y la periodista Analía Franchín (2002-2007).

## Relación con Maradona
Su historia con Maradona se inició en julio de 1985, cuando los presentó el exfutbolista Carlos Damián Randazzo. Hubo una única condición para que Maradona aceptara ser representado por Coppola: que no representase a ningún otro jugador. Junto a él recorrió el mundo y conoció a destacadas estrellas que reverenciaban con devoción al astro argentino. Personalidades como el Rey Carlos III, el líder cubano Fidel Castro, el Papa Juan Pablo II, la actriz Catherine Deneuve o artistas como Rod Stewart o Elton John. Vivió el lujo, los excesos, la fama y se dice que tuvo romances con algunas de las mujeres más hermosas de la Argentina. Su relación con Maradona lo convirtió en una personalidad destacada de la televisión.
Pasó años en la ruina, acusado principalmente por la prensa y su círculo cercano de ser mala influencia para la carrera de Maradona. Se cree que éste fue el que lo inició en el mundo de las drogas y adicciones, y que no le permitía dejarlas. Entre idas y vueltas, fue mánager de El Diego durante 15 años. Se separó de él en un escándalo judicial, que lo llevó a una fuerte depresión y abandonó su carrera. Maradona lo denunció de robarle dinero, mediante la carta documento. Sin embargo, en la primera audiencia de conciliación, Diego levantó los cargos. Tuvieron que pasar diez años para que Diego Maradona y Guillermo Coppola se reencontraran. La oportunidad tuvo que ver con el dolor: la fatal muerte de Don Diego, el padre del 10.

## Problemas legales y el Caso Coppola
Fue acusado por el asesinato de uno de sus mejores amigos, el empresario "Poli" Armentano, en abril de 1994. La causa, plagada de irregularidades, terminó prescribiendo en 2006.
El "Caso Coppola" nació de un jarrón terracota, que Guillermo Coppola dice que le regaló una vieja novia. De ese jarrón, el 9 de octubre de 1996, un grupo de policías sacó 406 gr de cocaína de baja pureza. Sobre el acta que el juzgado federal de Dolores labró a partir de eso, se edificó un expediente judicial que se discutió en televisión como nunca antes había pasado. Coppola estuvo detenido 97 días, desde el 9 de octubre de 1996 hasta el 14 de enero de 1997 por orden del exjuez federal de Dolores, Hernán Bernasconi. Sin embargo, la causa terminó declarándose nula. Pasó por las manos de una veintena de jueces y por cuatro ciudades diferentes. Pero al llegar a juicio oral en Buenos Aires, un tribunal cambió los roles de los protagonistas: los acusadores terminaron acusados y los que estaban en el banquillo, libres. Se probó que el juez le "armó" la causa junto con su secretario, Roberto Schlagel, y tres policías federales. Coppola fue absuelto por el Tribunal Oral en lo criminal el 23 de junio de 1999. Posteriormente, la Corte Suprema de Justicia rechazó el pedido del empresario por el reclamo de una indemnización por la suma de un millón de pesos a causa del tiempo que pasó detenido.

## Otras actividades
Cuando era representante de jugadores, participó unos minutos en el Boca allá por los años 1980/81, apareciendo su nombre en el resumen de un partido de primera en la revista El Gráfico.
En 2009, escribió una autobiografía, Guillote. Acá estoy, esta es mi vida, publicada por Editorial Planeta, que se convirtió en un best-seller en sólo 2 semanas.
En 2013, formó parte del elenco del programa de televisión llamado Buenos muchachos junto con Alfio "Coco" Basile, Héctor "Bambino" Veira y Cacho Castaña y conducido por Beto Casella, que se transmitía los sábados por la noche por el canal C5N. Ese mismo año contó que se estaba dedicando a ser showman de eventos particulares o empresariales, además de que hacía monólogos en algún que otro teatro de Buenos Aires.
Fue anfitrión de TV en el programa Yo, Guillermo, difundido por Canal 5 Noticias.
Hoy en día participa en el programa radial No Está Todo Dicho de La 100.